# Tony Award/Bestes Lichtdesign
Der Tony Award for Best Lighting Design in a Play (deutsch: Tony Award für das beste Lichtdesign in einem Theaterstück) ist ein US-amerikanischer Theater- und Musicalpreis, der erstmals 2005 verliehen wurde.

## Geschichte und Hintergrund
Die Tony Awards werden seit 1947 jährlich in zahlreichen Kategorien von circa 700 Juroren vergeben, die sich aus der Unterhaltungsbranche und Presse der Vereinigten Staaten rekrutieren. Eine dieser Kategorien ist der Tony Award for Best Lighting Design in a Play, der erstmals 2005 vergeben wurde. Von 1970 bis 2004 wurden sowohl Theaterstücke als auch Musicals gemeinsam in der Kategorie Tony Award for Best Lighting Design ausgezeichnet.

## Gewinner und Nominierte
Die Übersicht der Gewinner und Nominierten listet pro Jahr die nominierten Lichtdesigner und die jeweiligen Theaterstücke. Der Gewinner eines Jahres ist grau unterlegt angezeigt.

### 2005–2009
| Jahr                                             | Lichtdesigner              | Theaterstück         | Deutscher Titel |
| ------------------------------------------------ | -------------------------- | -------------------- | --------------- |
| 2005                                             |                            |                      |                 |
| Brian MacDevitt                                  | The Pillowman              | Der Kissenmann       |                 |
| Pat Collins                                      | Doubt: A Parable           |                      |                 |
| Donald Holder                                    | A Streetcar Named Desire   | Endstation Sehnsucht |                 |
| Donald Holder                                    | Gem of the Ocean           |                      |                 |
| 2006                                             |                            |                      |                 |
| Mark Henderson                                   | The History Boys           |                      |                 |
| Christopher Akerlind                             | Awake and Sing!            |                      |                 |
| Paul Gallo                                       | Three Days of Rain         |                      |                 |
| Mark Henderson                                   | Faith Healer               |                      |                 |
| 2007                                             |                            |                      |                 |
| Natasha Katz, Brian MacDevitt und Kenneth Posner | The Coast of Utopia        |                      |                 |
| Paule Constable                                  | Coram Boy                  |                      |                 |
| Brian MacDevitt                                  | Inherit the Wind           |                      |                 |
| Jason Taylor                                     | Journey's End              |                      |                 |
| 2008                                             |                            |                      |                 |
| Kevin Adams                                      | The 39 Steps               | Die 39 Stufen        |                 |
| Howard Harrison                                  | Macbeth                    | Macbeth              |                 |
| Donald Holder                                    | Les Liaisons Dangereuses   |                      |                 |
| Ann G. Wrightson                                 | August: Osage County       |                      |                 |
| 2009                                             |                            |                      |                 |
| Brian MacDevitt                                  | Joe Turner's Come and Gone |                      |                 |
| David Hersey                                     | Equus                      | Equus                |                 |
| David Lander                                     | 33 Variations              |                      |                 |
| Hugh Vanstone                                    | Mary Stuart                | Maria Stuart         |                 |

### 2010–2019
| Jahr                              | Lichtdesigner                                     | Theaterstück                           | Deutscher Titel |
| --------------------------------- | ------------------------------------------------- | -------------------------------------- | --------------- |
| 2010                              |                                                   |                                        |                 |
| Neil Austin                       | Red                                               |                                        |                 |
| Neil Austin                       | Hamlet                                            | Hamlet                                 |                 |
| Mark Henderson                    | ENRON                                             |                                        |                 |
| Brian MacDevitt                   | Fences                                            |                                        |                 |
| 2011                              |                                                   |                                        |                 |
| Paule Constable                   | War Horse                                         | Gefährten                              |                 |
| David Lander                      | Bengal Tiger at the Baghdad Zoo                   |                                        |                 |
| Kenneth Posner                    | The Merchant of Venice                            | Der Kaufmann von Venedig               |                 |
| Mimi Jordan Sherin                | Jerusalem                                         |                                        |                 |
| 2012                              |                                                   |                                        |                 |
| Jeff Croiter                      | Peter and the Starcatcher                         |                                        |                 |
| Peter Kaczorowski                 | The Road to Mecca                                 |                                        |                 |
| Brian MacDevitt                   | Death of a Salesman                               | Tod eines Handlungsreisenden           |                 |
| Kenneth Posner                    | Other Desert Cities                               |                                        |                 |
| 2013                              |                                                   |                                        |                 |
| Peggy Eisenhauer und Jules Fisher | Lucky Guy                                         |                                        |                 |
| Donald Holder                     | Golden Boy                                        |                                        |                 |
| Jennifer Tipton                   | The Testament of Mary                             |                                        |                 |
| Japhy Weideman                    | The Nance                                         |                                        |                 |
| 2014                              |                                                   |                                        |                 |
| Natasha Katz                      | The Glass Menagerie                               | Die Glasmenagerie                      |                 |
| Paule Constable                   | The Cripple of Inishmaan                          |                                        |                 |
| Jane Cox                          | Machinal                                          |                                        |                 |
| Japhy Weideman                    | Of Mice and Men                                   |                                        |                 |
| 2015                              |                                                   |                                        |                 |
| Paule Constable                   | The Curious Incident of the Dog in the Night-Time |                                        |                 |
| Paule Constable und David Plater  | Wolf Hall Parts One & Two                         |                                        |                 |
| Natasha Katz                      | Skylight                                          |                                        |                 |
| Japhy Weideman                    | Airline Highway                                   |                                        |                 |
| 2016                              |                                                   |                                        |                 |
| Natasha Katz                      | Long Day's Journey into Night                     | Eines langen Tages Reise in die Nacht  |                 |
| Justin Townsend                   | The Humans                                        |                                        |                 |
| Jan Versweyveld                   | A View from the Bridge                            |                                        |                 |
| Jan Versweyveld                   | The Crucible                                      | Hexenjagd                              |                 |
| 2017                              |                                                   |                                        |                 |
| Christopher Akerlind              | Indecent                                          |                                        |                 |
| Jane Cox                          | Jitney                                            |                                        |                 |
| Donald Holder                     | Oslo                                              |                                        |                 |
| Jennifer Tipton                   | A Doll's House, Part 2                            |                                        |                 |
| 2018                              |                                                   |                                        |                 |
| Neil Austin                       | Harry Potter and the Cursed Child                 | Harry Potter und das verwunschene Kind |                 |
| Paule Constable                   | Angels in America                                 |                                        |                 |
| Peggy Eisenhauer and Jules Fisher | The Iceman Cometh                                 |                                        |                 |
| Paul Russell                      | Farinelli and the King                            |                                        |                 |
| Ben Stanton                       | Junk                                              |                                        |                 |
| 2019                              |                                                   |                                        |                 |
| Neil Austin                       | Ink                                               |                                        |                 |
| Jules Fisher and Peggy Eisenhauer | Gary: A Sequel to Titus Andronicus                |                                        |                 |
| Peter Mumford                     | The Ferryman                                      |                                        |                 |
| Jennifer Tipton                   | To Kill a Mockingbird                             |                                        |                 |
| Jan Versweyveld and Tal Yarden    | Network                                           |                                        |                 |

### 2020–2021
| Jahr                | Lichtdesigner                                                            | Theaterstück                       | Deutscher Titel |
| ------------------- | ------------------------------------------------------------------------ | ---------------------------------- | --------------- |
| 2020/2021           |                                                                          |                                    |                 |
| Hugh Vanstone       | A Christmas Carol                                                        |                                    |                 |
| Jiyoun Chang        | Slave Play                                                               |                                    |                 |
| Jon Clark           | The Inheritance                                                          |                                    |                 |
| Heather Gilbert     | The Sound Inside                                                         |                                    |                 |
| Allen Lee Hughes    | A Soldier's Play                                                         |                                    |                 |
| 2022                |                                                                          |                                    |                 |
| Jon Clark           | The Lehman Trilogy                                                       |                                    |                 |
| Joshua Carr         | Hangmen                                                                  |                                    |                 |
| Jiyoun Chang        | for colored girls who have considered suicide / when the rainbow is enuf |                                    |                 |
| Jane Cox            | Macbeth                                                                  |                                    |                 |
| Yi Zhao             | The Skin of Our Teeth                                                    | Wir sind noch einmal davongekommen |                 |
| 2023                |                                                                          |                                    |                 |
| Tim Lutkin          | Life of Pi                                                               |                                    |                 |
| Neil Austin         | Leopoldstadt                                                             |                                    |                 |
| Natasha Chivers     | Prima Facie                                                              |                                    |                 |
| Jon Clark           | A Doll’s House                                                           | Nora oder Ein Puppenheim           |                 |
| Bradley King        | Fat Ham                                                                  |                                    |                 |
| Jen Schriever       | Death of a Salesman                                                      | Tod eines Handlungsreisenden       |                 |
| Ben Stanton         | A Christmas Carol                                                        |                                    |                 |
| 2024                |                                                                          |                                    |                 |
| Jane Cox            | Appropriate                                                              |                                    |                 |
| Isabella Byrd       | An Enemy of the People                                                   | Ein Volksfeind                     |                 |
| Amith Chandrashaker | Prayer for the French Republic                                           |                                    |                 |
| Jiyoun Chang        | Stereophonic                                                             |                                    |                 |
| Natasha Katz        | Grey House                                                               |                                    |                 |

## Statistiken
- Mehrfache Gewinner
  - 3 Gewinne: Neil Austin, Brian MacDevitt und Natasha Katz
  - 2 Gewinne: Paule Constable
- Mehrfache Nominierungen
  - 6 Nominierungen: Brian MacDevitt und Paule Constable
  - 5 Nominierungen: Donald Holder
  - 4 Nominierungen: Neil Austin und Natasha Katz
  - 3 Nominierungen: Peggy Eisenhauer, Jules Fisher, Mark Henderson, Kenneth Posner, Jennifer Tipton, Japhy Weideman und Jan Versweyveld
  - 2 Nominierungen: Christopher Akerlind, Jane Cox, David Lander und Hugh Vanstone